# Waterlijn

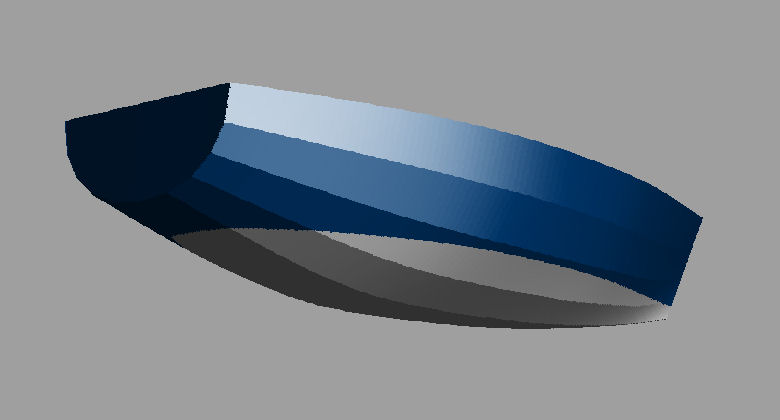
Een scheepsromp die gedeeltelijk in het water ligt

Bij een schip is de waterlijn het grensvlak (of de doorsnede van het schip op het grensvlak) tussen het gedeelte van de scheepsromp onder water en dat van het gedeelte erboven. Bij gelijklastig schip zonder slagzij is de waterlijn symmetrisch. Het natte gedeelte van de romp wordt in stabiliteitsberekeningen ook wel carène genoemd. Als de waterlijn wordt genoemd, wordt vaak de waterlijn bij zomerdiepgang bedoeld.